# Maria di Lussemburgo-Saint-Pol
Maria di Lussemburgo-Saint-Pol, o Maria di Lussemburgo-Saint-Paul (1472 circa – La Fère, 1º aprile 1547), è stata una nobile francese, contessa di Saint-Pol.
Era figlia di Pietro II di Lussemburgo, conte di Saint-Pol, e di Margherita di Savoia († 1483).

## Biografia
Figlia primogenita ed unica che raggiunse l'età adulta, fu contessa di Saint-Pol, di Marle, di Soissons e signora di Condé.
Nel 1484 sposò lo zio Giacomo di Savoia, conte di Romont e barone di Vaud. Rimasta vedova a gennaio del 1486, sposò in seconde nozze l'8 settembre 1487 Francesco di Borbone-Vendôme, conte di Vendôme, signore d'Epernon.
Alla morte del secondo marito, avvenuta nel 1495, assunse la tutela dei figli e governò la contea di Vendôme, della quale aveva il diritto all'usufrutto fino alla morte. Ella abbellì la città di Vendôme, facendone restaurare o ricostruire numerosi edifici.
Era una donna attiva e colta ma modesta, in buoni rapporti con le corti di Francia e di Bruxelles. Manteneva a suo servizio 150 persone e le sue risorse economiche erano enormi, ma lei ne faceva uso con molta intelligenza. Era in grado di fare lunghe cavalcate e questi viaggi le permettevano di regolare lei stessa i suoi affari. In questo modo si sentiva più libera di fare la sua beneficenza ad abbazie, monasteri e soprattutto alle persone bisognose, facendolo con tale discrezione che il suo operato divenne leggenda.
Fondò il monastero di La Fère, la chiesa di Travecy, di Ly-Fontaine, di Vendeuil e di altre località. Ella conduceva anche vita politica attiva, sostenne i Valois ed incoraggiava i giovani al servizio del re; Francesco I si recava spesso al castello di La Fère.
Tra i feudi che portò in eredità vi fu anche il centro di Enghien il cui titolo ducale fu poi legato per secoli a un ramo della Casa Reale francese pur cedendo a inizio Seicento il possesso del centro originario.
Fu presso la sua residenza di Saint-Pôl di Cambrai che nel 1529 venne sottoscritta la cosiddetta "pace delle due dame", tra il regno di Francia e gli Asburgo.

## Discendenza
Maria di Lussemburgo ebbe un figlio dal primo marito e sei dal secondo:
- da Giacomo di Savoia:
  - Françoise de Savoie, andata sposa ad Enrico III di Nassau-Dillenbourg e morta senza aver avuto figli nel 1511.
- da Francesco di Borbone-Vendôme:
  - Carlo I, conte poi duca di Vendôme e duca di Borbone;
  - Giacomo (1490-1491);
  - Francesco, conte di Saint-Pol e d'Estouteville;
  - Luigi, che divenne cardinale;
  - Antonia, sposata a Claudio I di Guisa, duca di Guisa;
  - Luisa, badessa di Fontevraud.

## Ascendenza
|                                    |                       |                      | Genitori                        |  |  | Nonni |  |  | Bisnonni                          |  |  | Trisnonni             |  |
|                                    |                       |                      |                                 |  |  |       |  |  | Pietro I di Lussemburgo-Saint Pol |  |  | Giovanni di Saint-Pol |  |
|                                    |                       |                      |                                 |  |  |       |  |  | Pietro I di Lussemburgo-Saint Pol |  |  | Giovanni di Saint-Pol |  |
|                                    |                       | Margherita d'Enghien |                                 |  |  |       |  |  | Pietro I di Lussemburgo-Saint Pol |  |  |                       |  |
| Luigi di Lussemburgo-Saint-Pol     |                       |                      |                                 |  |  |       |  |  | Pietro I di Lussemburgo-Saint Pol |  |  |                       |  |
|                                    |                       | Margherita del Balzo | Francesco I del Balzo           |  |  |       |  |  |                                   |  |  |                       |  |
|                                    |                       | Margherita del Balzo | Francesco I del Balzo           |  |  |       |  |  |                                   |  |  |                       |  |
|                                    |                       | Margherita del Balzo | Sveva Orsini                    |  |  |       |  |  |                                   |  |  |                       |  |
| Pietro II di Lussemburgo-Saint-Pol |                       | Margherita del Balzo |                                 |  |  |       |  |  |                                   |  |  |                       |  |
|                                    |                       | Robert de Bar        | Henri de Bar                    |  |  |       |  |  |                                   |  |  |                       |  |
|                                    |                       | Robert de Bar        | Henri de Bar                    |  |  |       |  |  |                                   |  |  |                       |  |
|                                    |                       | Robert de Bar        | Marie I di Coucy                |  |  |       |  |  |                                   |  |  |                       |  |
| Giovanna di Marle                  |                       | Robert de Bar        |                                 |  |  |       |  |  |                                   |  |  |                       |  |
|                                    |                       | Jeanne de Béthune    | Robert VIII de Béthune          |  |  |       |  |  |                                   |  |  |                       |  |
|                                    |                       | Jeanne de Béthune    | Robert VIII de Béthune          |  |  |       |  |  |                                   |  |  |                       |  |
|                                    |                       | Jeanne de Béthune    | Isabelle de Ghistelles          |  |  |       |  |  |                                   |  |  |                       |  |
| Maria di Lussemburgo-Saint-Pol     |                       | Jeanne de Béthune    |                                 |  |  |       |  |  |                                   |  |  |                       |  |
|                                    | Amedeo VIII di Savoia | Amedeo VII di Savoia |                                 |  |  |       |  |  |                                   |  |  |                       |  |
|                                    | Amedeo VIII di Savoia | Amedeo VII di Savoia |                                 |  |  |       |  |  |                                   |  |  |                       |  |
|                                    | Amedeo VIII di Savoia | Bona di Berry        |                                 |  |  |       |  |  |                                   |  |  |                       |  |
| Ludovico di Savoia                 | Amedeo VIII di Savoia |                      |                                 |  |  |       |  |  |                                   |  |  |                       |  |
|                                    |                       | Maria di Borgogna    | Filippo II di Borgogna          |  |  |       |  |  |                                   |  |  |                       |  |
|                                    |                       | Maria di Borgogna    | Filippo II di Borgogna          |  |  |       |  |  |                                   |  |  |                       |  |
|                                    |                       | Maria di Borgogna    | Margherita III delle Fiandre    |  |  |       |  |  |                                   |  |  |                       |  |
| Margherita di Savoia               |                       | Maria di Borgogna    |                                 |  |  |       |  |  |                                   |  |  |                       |  |
|                                    |                       | Giano di Cipro       | Giacomo I di Cipro              |  |  |       |  |  |                                   |  |  |                       |  |
|                                    |                       | Giano di Cipro       | Giacomo I di Cipro              |  |  |       |  |  |                                   |  |  |                       |  |
|                                    |                       | Giano di Cipro       | Helvis di Brunswick-Grubenhagen |  |  |       |  |  |                                   |  |  |                       |  |
| Anna di Cipro                      |                       | Giano di Cipro       |                                 |  |  |       |  |  |                                   |  |  |                       |  |
|                                    |                       | Carlotta di Borbone  | Giovanni I di Borbone-La Marche |  |  |       |  |  |                                   |  |  |                       |  |
|                                    |                       | Carlotta di Borbone  | Giovanni I di Borbone-La Marche |  |  |       |  |  |                                   |  |  |                       |  |
|                                    |                       | Carlotta di Borbone  | Caterina di Vendôme             |  |  |       |  |  |                                   |  |  |                       |  |
|                                    |                       | Carlotta di Borbone  |                                 |  |  |       |  |  |                                   |  |  |                       |  |